# University of Washington

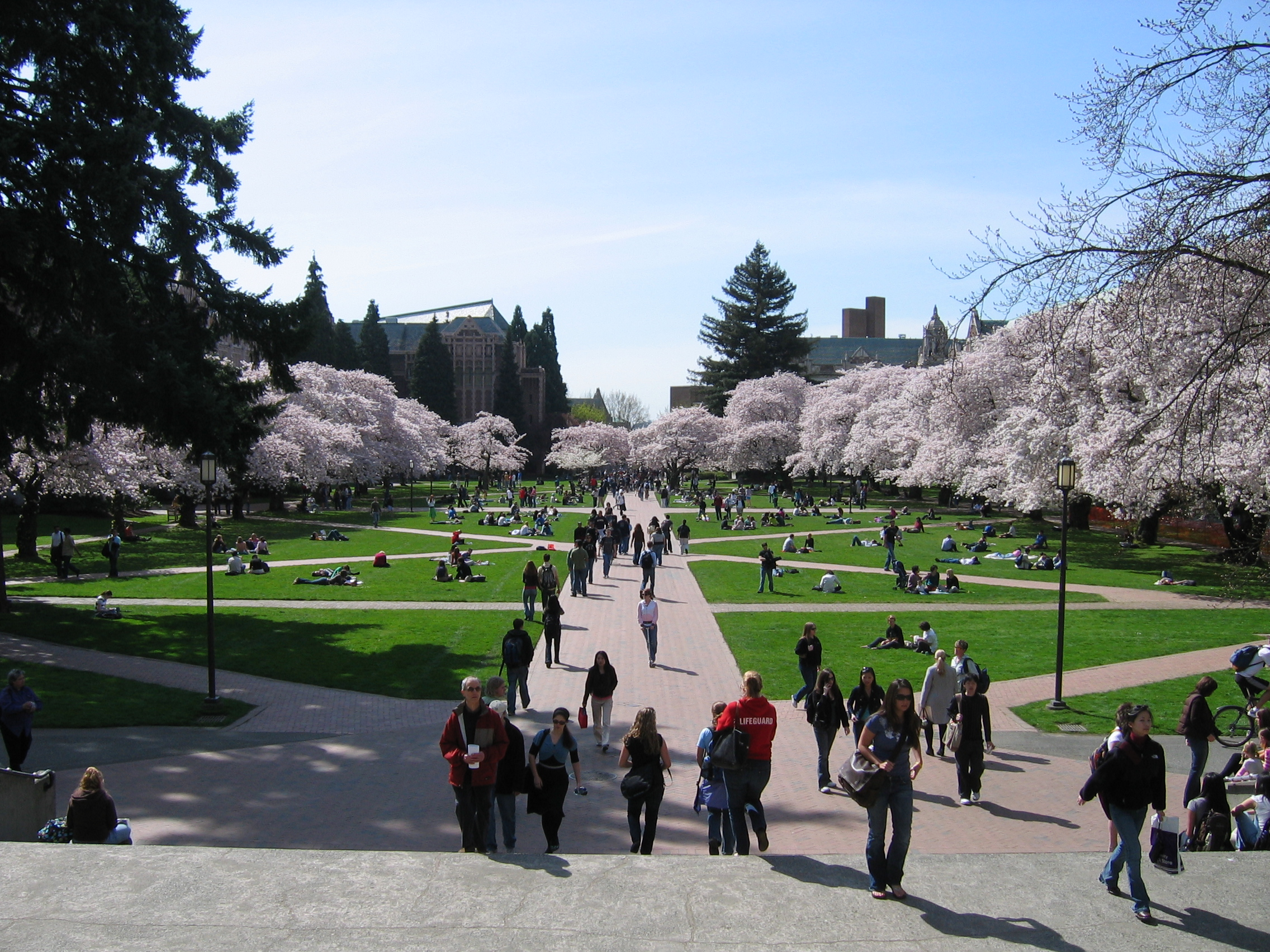
The Quad mit japanischen Yoshino Kirschbäumen

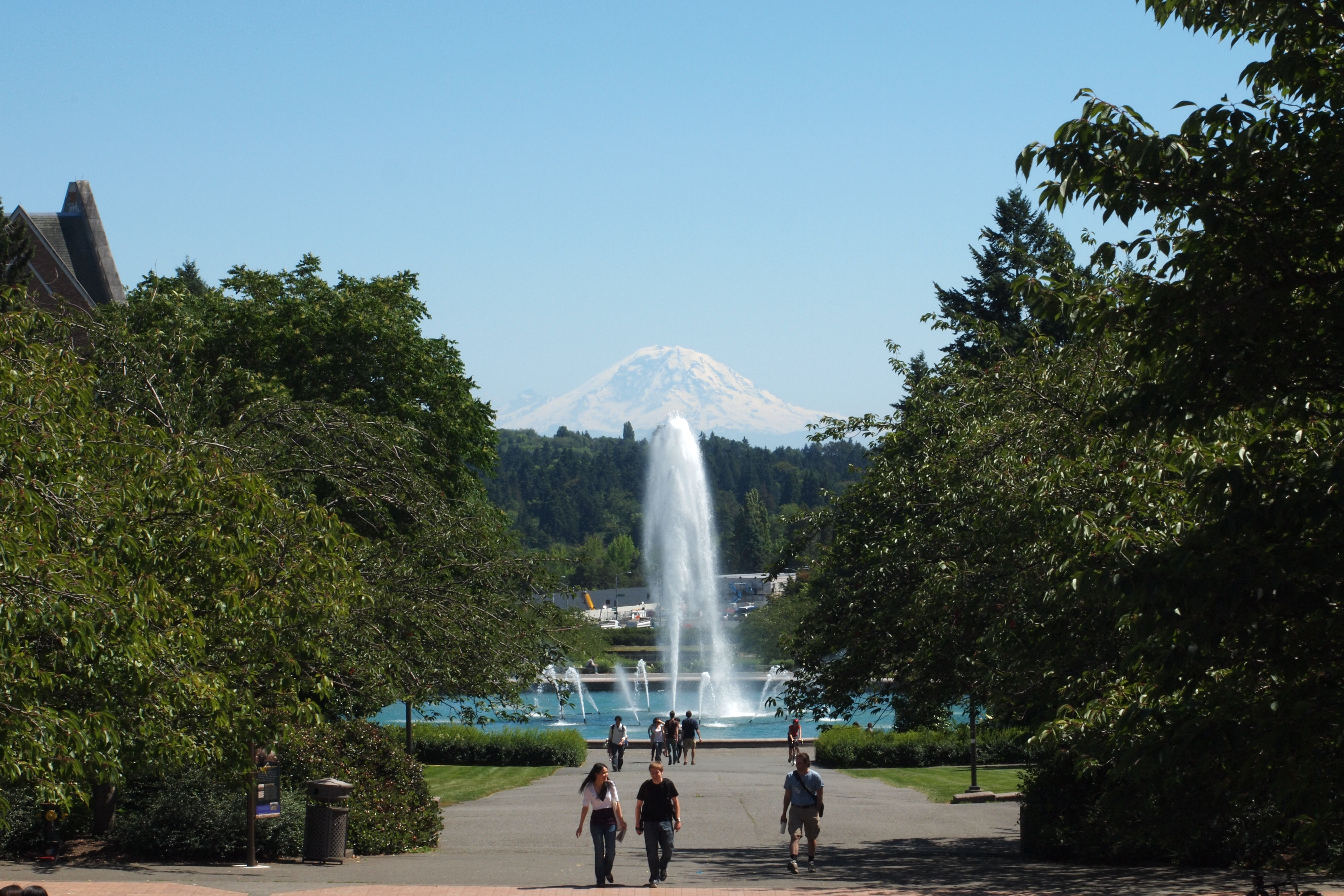
Die zur Weltausstellung 1909 gebaute Drumheller Fountain mit dem Mount Rainier im Hintergrund

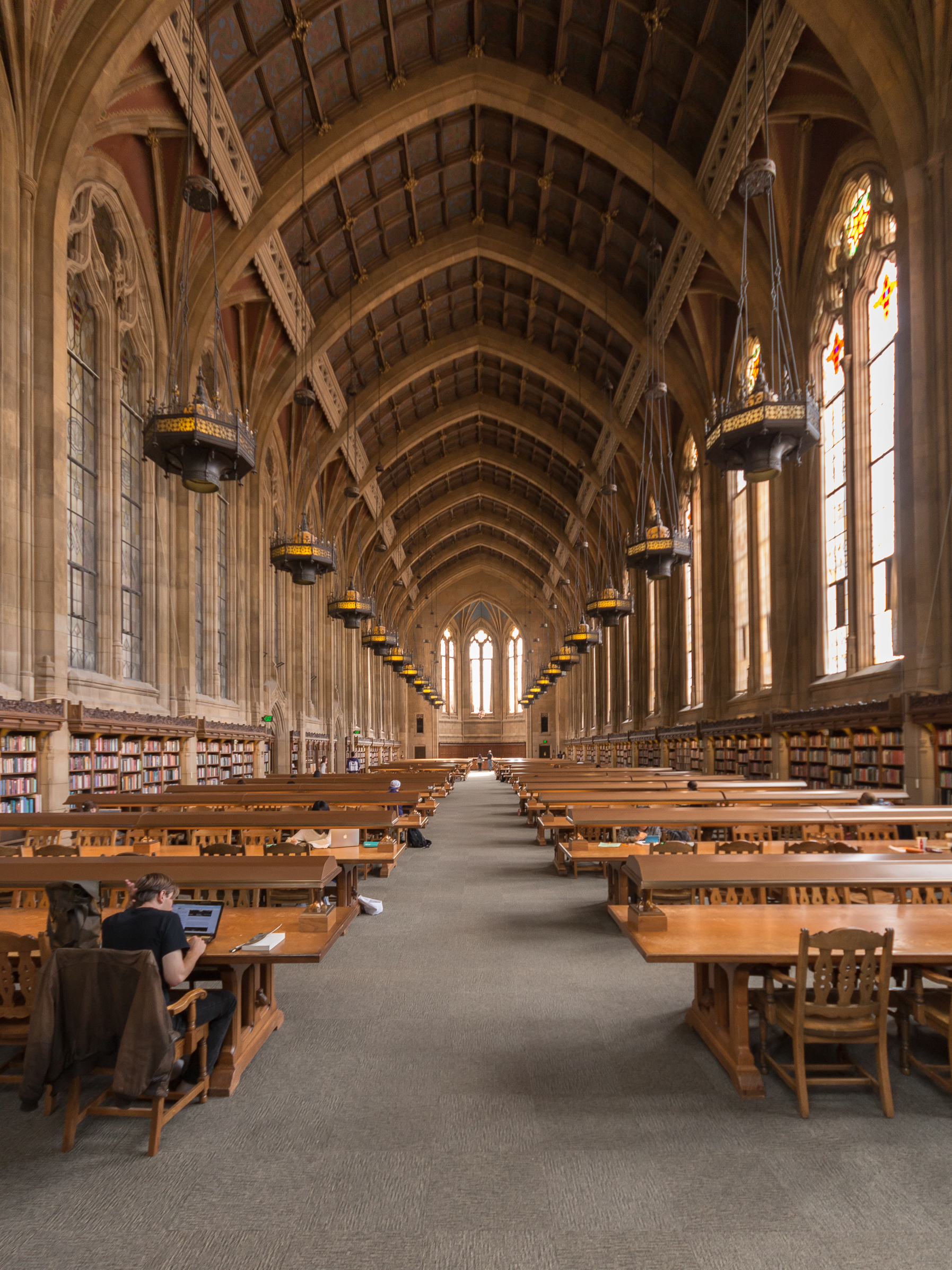
Lesesaal der 1926 erbauten Suzzallo Library

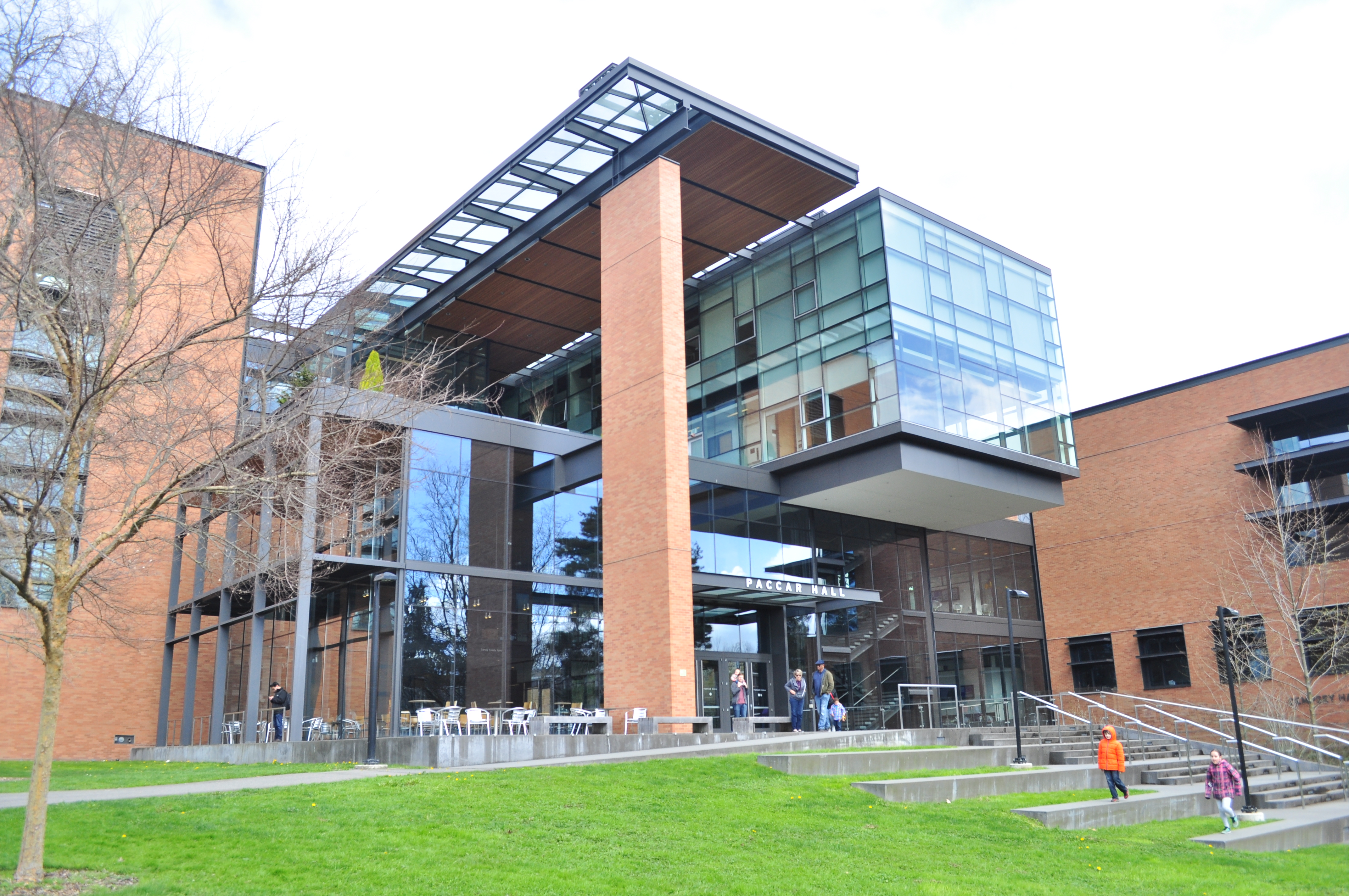
Die Paccar-Hall, das Zuhause der Foster School of Business

Die University of Washington (deutsch Universität von Washington), auch bekannt als Washington oder UW (gesprochen „U-Dub“), wurde 1861 gegründet.
Sie ist nach ihrer Lage im US-Bundesstaat Washington benannt und ist die größte Universität im pazifischen Nordwesten sowie eine der ältesten Institutionen für höhere Bildung an der US-Westküste.
Die Universität besteht aus drei Teilen: dem mit 2,8 km² größten Campus in Seattle und zwei weiteren höheren Lerninstitutionen in Tacoma und Bothell. Die Hochschule ist Mitglied der Association of American Universities, einem seit 1900 bestehenden Verbund führender forschungsintensiver nordamerikanischer Universitäten. Sie zählt weltweit zu den forschungsstärksten Universitäten und gilt als eine der besten staatlichen Hochschulen der USA, den sogenannten Public-Ivy-Universitäten. Demnach belegt die University of Washington laut U.S. News & World Report Global Ranking Platz 10 aller Hochschulen weltweit und Platz 2 aller öffentlichen Einrichtungen in den USA. In der Rangliste des Academic Ranking of World Universities der Shanghai-Universität belegt sie Platz 16 weltweit. Besonders herausragend ist die Universität in der Medizin, der Informatik sowie in den Natur- und Ingenieurwissenschaften. Auch die Fakultäten für Public Policy/Public Affairs, Gesundheitswissenschaften und Nonprofit Management gehören landesweit zu den Besten. Sie ist zudem eine der leistungsstärksten Forschungsuniversitäten der Welt und wird von der amerikanischen National Science Foundation, gemessen an den jährlichen Forschungsausgaben, auf Rang 5 geführt.
Die Universität hat in ihrer Geschichte viele bedeutende Persönlichkeiten hervorgebracht, darunter 20 Nobelpreisträger sowie zahlreiche Gewinner des Pulitzer-Preises und Fulbright-Stipendiums. Das Forbes Magazin wählte den 2,8 km2  großen Campus mit seinen über 500 Gebäuden, 26 Bibliotheken, Grünanlagen und Vistas unter die 15 schönsten der USA.

## Geschichte
Die Stadt Seattle im US-Bundesstaat Washington war eine der ersten Siedlungen, die zwischen Mitte und Ende des 19. Jahrhunderts im neu gegründeten Washington-Territorium entstanden. 1854 empfahl Territorialgouverneur Isaac Stevens die Gründung einer Universität in Washington. Einige prominente Einwohner von Seattle unter der Führung von Methodistenprediger Daniel Bagley sahen in dieser Idee eine Möglichkeit, das Prestige von Seattle zu erhöhen. Sie konnten Arthur A. Denny, Mitbegründer und Regierungsmitglied des Washington-Territorium von dieser Idee überzeugen. Man schuf ein Gesetz, das zwei Universitäten, eine in Seattle und eine in Lewis County vorsah. Dies wurde aber kurz darauf dahingehend geändert, dass nur in Lewis County eine Universität entstehen sollte, vorausgesetzt, dass vor Ort Land gespendet würde.
Als jedoch kein Grundstück gefunden wurde, regte Denny 1858 an, die Universität nach Seattle zu verlegen. 1861 begann man mit der Suche nach einem geeigneten Stück (40.000 m²) Land, das als Campus für die Universität dienen sollte. Denny spendete zusammen mit den Mit-Pionieren Edward Lander und Charlie Terry ein Stück Land bei Denny's Knoll, einem Bereich, der heute das Stadtzentrum von Seattle bildet. Das Gebiet lag zwischen der heutigen 4th und der 6th Avenue, welche das Gebiet im Westen und Osten begrenzen, und zwischen Union und Seneca Street im Norden und Süden.
Am 4. November 1861 öffnete die Universität offiziell ihre Tore. Zu Beginn kämpfte die Universität mit einigen Problemen und musste dreimal schließen: 1863 aus Mangel an Studenten, 1867 und 1876 wegen fehlender Geldmittel. Als Washington sich 1889 der Union anschloss, waren Seattle und die Universität jedoch wesentlich gewachsen. Waren zu Beginn etwa 30 Studenten eingeschrieben, waren es jetzt über 300. Die wachsende Studentenzahl erforderte einen neuen Campus. Es wurde daher ein Komitee eingerichtet, das unter der Leitung von Edmond Meany – selber ein Absolvent der Universität – einen Platz für einen neuen Campus finden sollte. Das Komitee wählte einen Platz in der Union Bay nordöstlich des Stadtzentrums.
1895 wurde die Universität an den neuen Platz verlagert. Das neu errichtete Gebäude wurde Denny Hall genannt. 1899 wurde auf dem Campus der Vorgängerbau des heutigen Burke Museum eingerichtet. Der Versuch, den alten Campus zu verkaufen, scheiterte. Das Gebiet des alten Campus gehört heute noch der Universität und wird Metropolitan Tract genannt. Es liegt im Herzen der Stadt und bringt als eines der wertvollsten Immobiliengebiete von Seattle jedes Jahr einige Millionen US-Dollar Ertrag.

## Trivia
In der Begabtenförderung ist die Universität auch bemerkenswert, denn sie ist die einzige amerikanische Universität, die Minderjährigen zwei Eintrittsmöglichkeiten anbietet. In die Transition School kommen hochbegabte Schüler nach der 8. Klasse und können sich während des nächsten Jahres auf die Universität vorbereiten. Studenten der UW Academy dürfen nach zwei Jahren an einer amerikanischen High School direkt an die Universität.
Erwähnenswert ist zudem, dass die University of Washington mit einem momentanen Stiftungsvermögen von 3,1 Milliarden US-Dollar zu den reichsten Universitäten der Welt zählt. Sie profitiert dabei in finanzieller und struktureller Hinsicht in besonderem Maße von der historisch gewachsenen Nähe zu den, in der Metropolregion Seattle beheimateten, Technologieunternehmen wie Microsoft, Amazon, Nintendo oder Boeing. So stellen die Absolventen der University of Washington bei den großen IT- und High-Tech Unternehmen aus Seattle, dem Silicon Valley und Silicon Forest die, nach alma mater gestaffelt, größte Mitarbeitergruppe.

## Sport
Die Sportteams der University of Washington sind die Huskies. Die Hochschule ist Mitglied in der Pacific-12 Conference. Die College-Footballmannschaft trägt ihre Partien im Alaska Airlines Field at Husky Stadium aus. Die Basketballmannschaften der Frauen und Männer, die Volleyballmannschaft der Frauen sowie die Kunstturnerinnen der Universität sind im Alaska Airlines Arena at Hec Edmundson Pavilion beheimatet.
Nach dem akademischen Jahr 2023–24 wird Washington die Pac-12 verlassen, um der Big Ten Conference beizutreten.
Das Ruderteam der Huskies hat zahlreiche Olympiateilnehmer hervorgebracht. Unter anderem stellten die Huskies den Achter, der bei den Olympischen Spielen 1936 gewann.

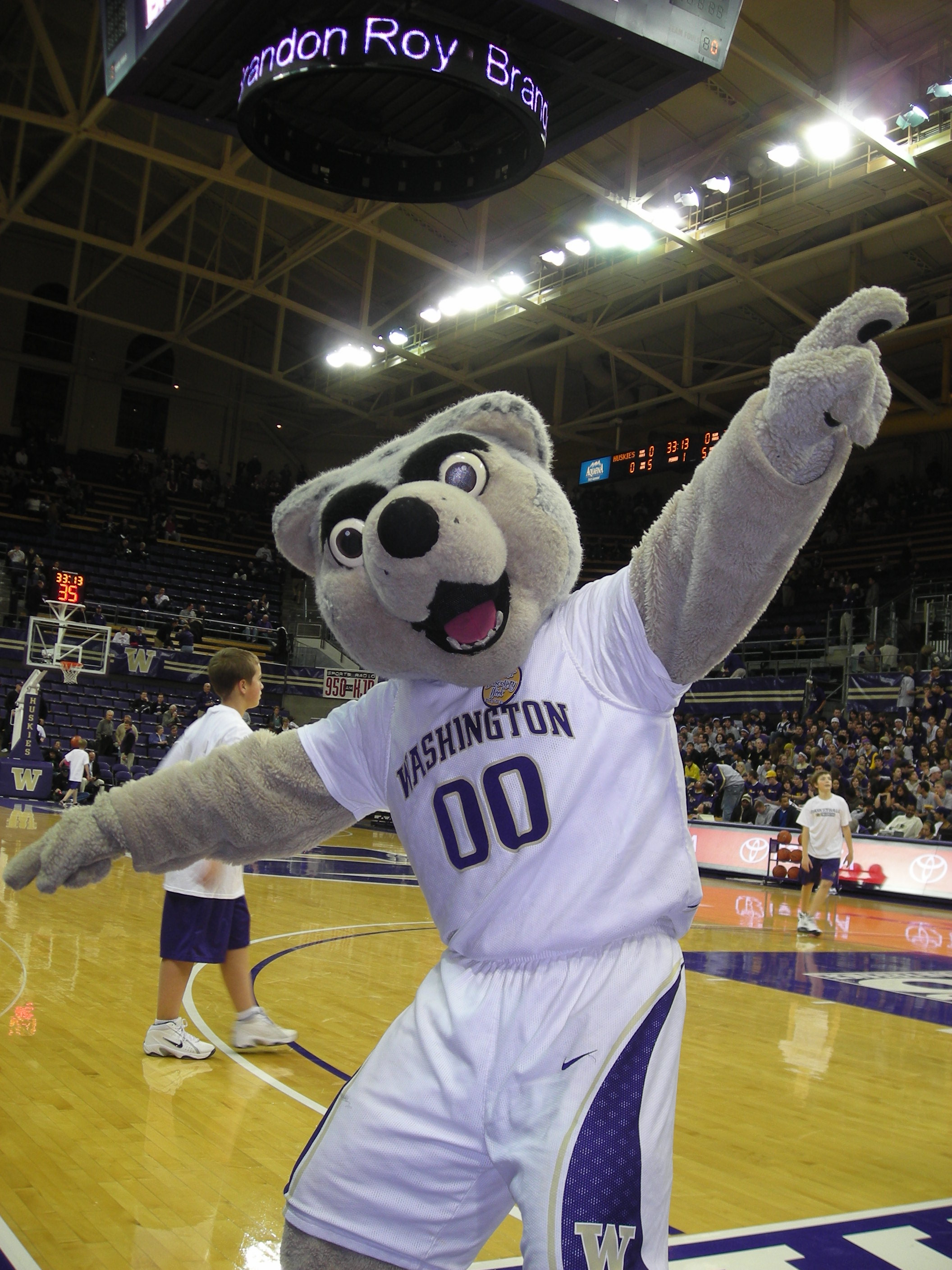
Maskottchen Harry the Husky
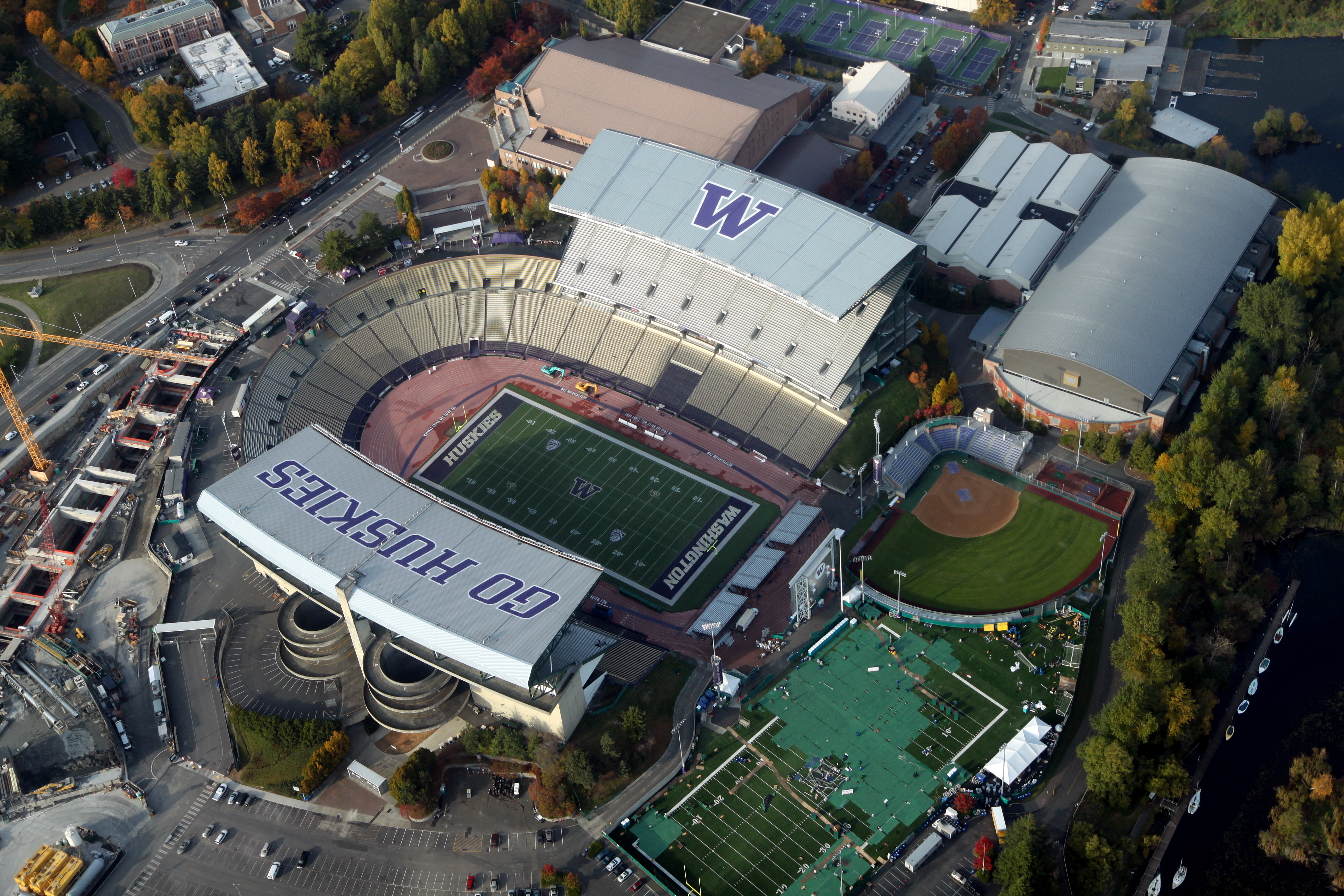
Alaska Airlines Field at Husky Stadium (2011)
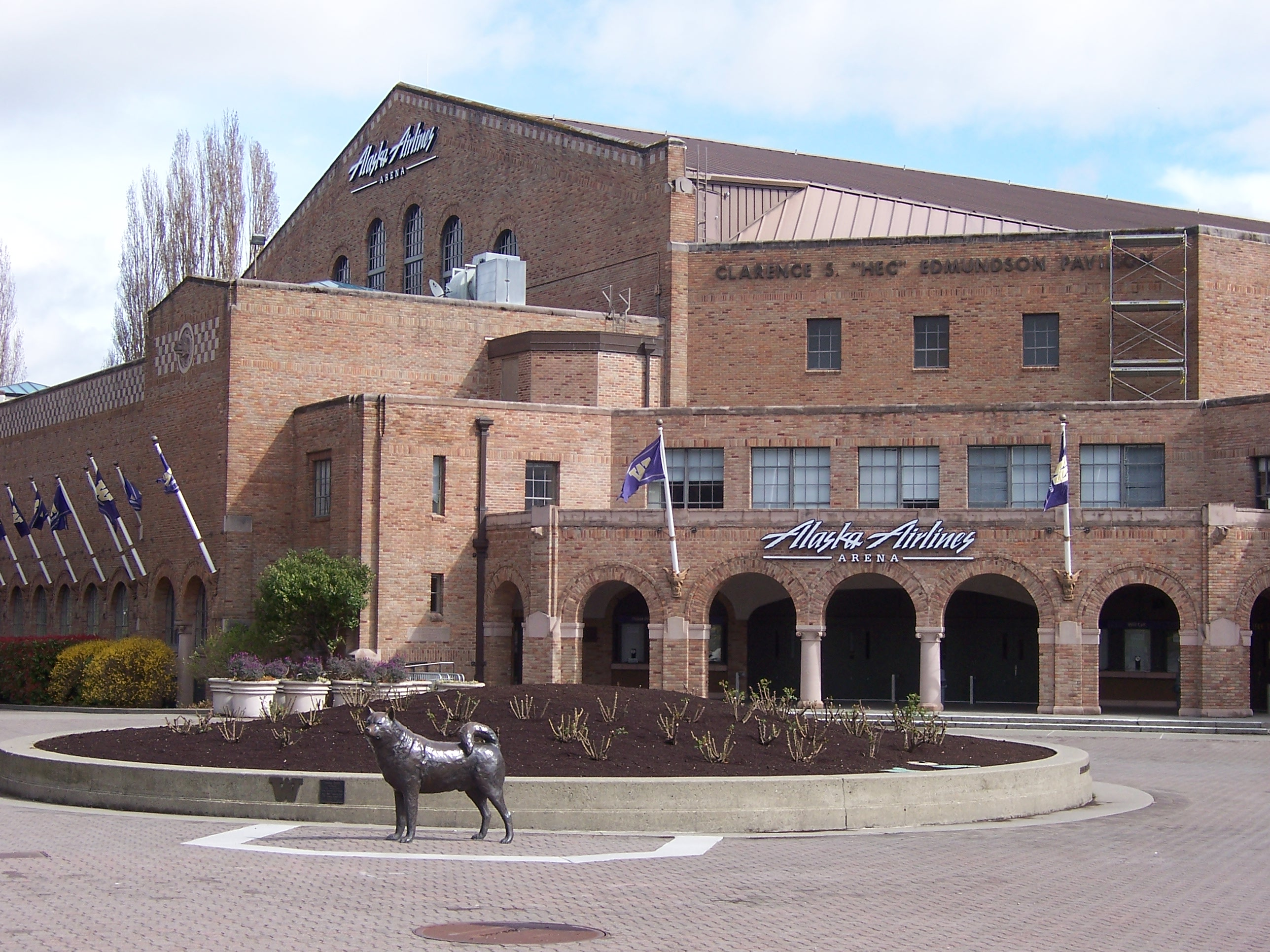
Alaska Airlines Arena at Hec Edmundson Pavilion (2012)

## Persönlichkeiten

### Professoren
Nobelpreisträger:
- Linda B. Buck – Nobelpreis Physiologie/Medizin 2004
- Hans G. Dehmelt – Nobelpreis Physik 1989
- Edmond Henri Fischer – Nobelpreis Physiologie/Medizin 1992
- Leland H. Hartwell – Nobelpreis Physiologie/Medizin 2001
- Edwin G. Krebs – Nobelpreis Physiologie/Medizin 1992
- William F. Sharpe – Nobelpreis Wirtschaftswissenschaften 1990
- E. Donnall Thomas – Nobelpreis Physiologie/Medizin 1990

Weitere:
- Elizabeth Bishop – Dichterin
- William H. Calvin – Evolutionsbiologe
- August Dvorak – Bildungspsychologe
- Vernon Louis Parrington – Pulitzerpreis Geschichte 1928.
- Robert Phelps – Mathematiker
- Ralph L. Roys, Anthropologe, Mayahistoriker
- Stephen Schwartz – Pathologe
- Carole Terry – Musikerin (Organistin)
- Charles Tiebout – Ökonom
- George Wallerstein – Astronom
- Hellmut Wilhelm – Sinologe
- Karl Wittfogel – Sinologe und Historiker
- Norman Wolf – Altersforscher
- Ernst Behler – Philosophie- und Literaturhistoriker

### Absolventen
Nobelpreisträger:
- Linda B. Buck (BS 1975, BS 1975) – Nobelpreis Physiologie/Medizin 2004
- George Hitchings (1927, 1928) – Nobelpreis Physiologie/Medizin 1988
- Martin Rodbell (PhD 1954) – Nobelpreis Physiologie/Medizin 1994
- George Stigler – Nobelpreis Wirtschaftswissenschaften 1982

Kunst, Film und Fernsehen:
- William Bolcom – Komponist, Pulitzer-Preis Musik
- The Brothers Four – Band aus den 1960er Jahren
- Dyan Cannon – Schauspielerin
- Larry Coryell – Jazz-Gitarrist
- James Caviezel – Schauspieler
- Chuck Close – Künstler (Photorealist)
- Jeffrey Combs – Schauspieler
- Imogen Cunningham – Photographin
- Ernest Martin – Theaterregisseur, Intendant und Schauspieler
- Anna Faris (1999) – Schauspielerin
- Kenny G – Sopransaxophonist
- Leann Hunley – Schauspielerin
- Richard Karn – Schauspieler
- Bruce Lee – Schauspieler
- Kyle MacLachlan – Schauspieler
- Katrin Sieg (Ph.D. 1991) – deutsche Theaterwissenschaftlerin, Autorin und Hochschullehrerin
- Dawn Wells (1960) – Schauspielerin
- Martin Welzel (D.M.A. 2005) – deutscher Musiker (Organist)
- JP Anderson – Musiker der Band Rabbit Junk

Literatur:
- Helmut Bonheim (Ph.D. 1959) – Professor für Anglistik/Amerikanistik Universität zu Köln
- David Eddings – Schriftsteller
- David Guterson – Schriftsteller
- Frank Herbert – Science-Fiction-Schriftsteller
- Tom Robbins – Schriftsteller
- Robert Zubrin – Science-Fiction-Schriftsteller

Politik und Militär:
- Christine Gregoire (BA 1969) – Gouverneurin von Washington (Bundesstaat)
- Leslie Groves – ehemaliger Major General der US-Armee
- Henry M. Jackson (JD 1935) – ehemaliger US-Senator
- Rob McKenna (BA 1985, BA 1985) – Attorney General
- Jeannette Rankin – erste weibliche Abgeordnete des US-Repräsentantenhauses

Sport:
- Mario Bailey – Footballspieler
- Chris Chandler – Footballspieler
- Corey Dillon – Footballspieler
- Jermaine Kearse – Footballspieler
- Olin Kreutz – Footballspieler
- Hugh McElhenny – Footballspieler
- Kaleb McGary – Footballspieler
- Warren Moon – Footballspieler
- Cade Otton – Footballspieler
- Marcus Peters – Footballspieler
- Nate Robinson – Basketballspieler
- Brandon Roy – Basketballspieler
- Bob Sapp – Kickboxer, Footballspieler
- Detlef Schrempf – Basketballspieler
- Hope Solo – Fußballspielerin
- Isaiah Thomas – Basketballspieler
- Rod Thorn – Basketballspieler
- Arnie Weinmeister – Footballspieler
- Christian Welp – Basketballspieler
- Kasen Williams – Footballspieler
- Wildcat Wilson – Footballspieler

Wissenschaft und Technologie:
- Michael P. Anderson (1981) – Astronaut
- Bill Atkinson – Designer des Apple-Computers
- Daniel R. Carter –  Gründer und CEO des Unternehmens Windmill Investments in Salem/Oregon
- Albert Scott Crossfield (BS 1949, MS 1950) – Astronaut
- Robert A. Dahl (1915) Politikwissenschaftler
- Lois Wilfred Griffiths (1921, 923) – Mathematikerin und Hochschullehrerin
- Gloria Conyers Hewitt (1960, 1962) – Mathematikerin und Hochschullehrerin
- Trachette Jackson (* 1972) – Mathematikerin und Hochschullehrerin
- Robert Kennicutt – Astronom
- Gary Kildall – Informatiker
- Susan Lozier – Ozeanographin
- Neal E. Miller (1931) – Psychologe
- Tim Paterson (1978) – Informatiker (MS-DOS-System)
- Howard P. Robertson (1922, 1923) – Kosmologe
- Anja Karin Sturm (1998) – Mathematikerin
- Nick Szabo, Informatiker, Rechtswissenschaftler und Kryptograph
- Ivan Taslimson – Architekt und Designer
- Bob Wallace – Informatiker
- Minoru Yamasaki (1934) – Architekt